# LEVEL5-judgelight-
《LEVEL5-judgelight-》是fripSide（第二期）的第二首單曲。於2010年2月17日由Geneon Entertainment發售。

## 概要
- 初回限定盤（GNCA-0155）及通常盤（GNCA-0156）2種版本。初回限定盤附收錄有《LEVEL5-judgelight-》PV的DVD。
- 2010年1月10日，文化放送26時-26時30分的特別节目《only my radio-gun 〜LEVEL5〜》播出时，《LEVEL5-judgelight-》于节目内首次公开。
- 歌曲MV在中华人民共和国山東省青岛市的圣弥爱尔大教堂等地取景。
- 集記至2010年3月底，銷量突破5萬張。

## 收錄歌曲
CD
1. LEVEL5-judgelight-（4:25）
作詞：fripSide，作曲、編曲：八木沼悟志
電視動畫《科學超電磁砲》第二期片頭曲
2. memory of snow（5:01）
作詞：八木沼悟志、yuki-ka，作曲、編曲：八木沼悟志
3. LEVEL5-judgelight- (Instrumental)
4. memory of snow (Instrumental)

DVD（附初回限定盤）
1. LEVEL5-judgelight- PV